# 대한민국의 성우
한국의 성우(韓國의 聲優)는 일제강점기부터 그 활동이 시작되었다. 방송 초기에는 일반적으로 라디오 드라마를 전문적으로 하는 배우를 의미했으나, 텔레비전 방송이 시작되면서 인형극을 포함한 각종 영상물의 더빙, 나레이션 등에서 목소리 연기를 담당하게 되었다.

## 역사
일제 강점기
1926년에 경성방송국(현 방송공사)이 설립되던 때에도 라디오 드라마가 있었으나, 당시에는 영화나 연극배우가 역시 짤막한 연극대본을 그대로 방송마이크 앞에 재현하는 것에 지나지 않았으며, 소설이나 시를 낭독하는 것으로 그쳤었다.
최초 모집 및 명칭
대한민국 성우의 기원은 1947년 한국방송에서 모집한 데에서 비롯되었다.
본격적으로 '방송극회원'을 모집한 것은 1953년 12월에 서울중앙방송국에서 모집한 것이 최초의 것이며, 당시 '성우'는 '극회원'으로 불렸다. 그 이듬해인 1954년 1월에 기독교 방송국에서 제1회 극회원을 모집할 때 비로소 '성우'라는 명칭을 사용하게 되었으며 확고한 직종으로서 한 분야를 차지하게 되었다. 당시만 해도 영화나 연극에 종사하던 연기자와 혼합되어 라디오 드라마가 만들어졌으나, 본격적 라디오 드라마로서의 특성이 재정립되면서 분류가 되기 시작했다.
연속극 '붐'
그 후 1961년과 1962년에 걸쳐 문화방송, 동아방송, 동양방송(당시 '라디오 서울')이 설립되고 각 방송국마다 전속 성우를 모집했으며, 각 방송국 단위로 '극회'가 만들어졌다.
1964년 한국성우협회의 설립으로 각종 방송사에서 성우를 모집하였다.
'한국성우협회'는 약 400명의 회원을 갖는 단체가 되었는데, 이렇게 많은 성우가 배출된 것은 민영방송이 개국되면서부터 연속극이란 것이 속출하여 '붐'을 일으킴으로써 하루에도 20여개의 드라마가 방송되었기 때문이다. 또 한 가지, 영화제작에서 성우가 차지했던 비중은 특기할 만한데, 대한민국의 영화는 대사의 녹음을 거의 성우에게 의존하고 있는 실정이어서 이 분야에서도 많은 성우가 필요했기에, 소위 '애프터 레코딩(after recording)'이라 해서 외국에서는 동시녹음이 불가능한 부분을 사후에 녹음하고 있지만 대한민국에서는 전혀 다른 인물이 즉, 성우가 영화배우 입에 대사를 맞추어 넣었다. 이러한 방법은 제작여건이나 배우의 능력관계로 채택되었다고 여겨지나, 여하튼 이로 인하여 대한민국의 성우가 한국 영화에 크게 기여하였다고 평가되기도 한다.
1980년 이후
1980년에는 언론통폐합을 계기로 동양방송(TBC), 동아방송(DBS), 서해방송, 전일방송 등의 출신 성우들이 한국방송으로 몰리게 되었고, 현재 한국방송, 교육방송, 투니버스, 대교방송, 대원방송의 총 5개 방송사에서 성우를 모집하고 있으며, 한국성우협회에 등록된 공식 성우는 약 600명으로 추산된다.
문화방송도 한때는 자사 성우를 모집하였으나 이긍희 사장 시절인 2004년을 끝으로 더 이상 성우를 모집하지 않고 있으며 SBS는 지상파 방송사 중 유일하게 1990년에 개국하게 된 이래로 현재까지 자사 성우 모집을 하지 않는다. 또한 SBS는 1990년 창사 및 개국 당시부터 현재까지 지상파 방송사 중 유일하게 자사 성우극회를 설립하지도 않았던 방송사이기도 하다. 이들 방송사는 외부 출신의 타사 한국 성우들을 출연시키고 있다.
케이블 채널인 애니맥스, 애니플러스, 재능TV도 별도의 성우극회를 두거나 자체 성우는 모집하지 않았으나 외부 한국 성우 출연은 진행하였던 편이다. 다만 애니플러스는 한일간 일본 애니메이션을 동시에 방영하는 특성 때문에 일본어 전문 통번역가들을 모집하는 것 이외에 자체 성우를 모집하지 않는 편이며 의외로 케모노프렌즈 한국 방영 때 외부 출신의 한국 성우 출연을 진행하였던 적이 있다.

## 연혁
- 1924년: 한국최초 라디오 시험방송 실시, (목요일 종일방송, 일요일 반일방송) / 조선극우회소속 복혜숙, 한국연기자로는 처음으로 시험 방송 / 이후 '성우의 어머니'로 불림
- 1927년: 경성방송 개국, 본 방송 개시, 호출부호 JODK / 최초의 라디오드라마 방송, 라디오극 연구회에서 입선작 "인형의 집"을 번안 방송
- 1933년: 경성방송국에서 2중 방송실시로 한국어 방송을 시작 (제1방송:일어, 제2방송:한국어) / 첫 본격 라디오극 방송, 김회창 작 "노차부(老車夫)"를 첫 작품으로 방송
- 1934년: 연속방송극의 효시 카츄사, 외국 작품을 번안 각색하여 주 1회 상, 중, 하 3편으로 주간 방송
- 1946년: 본격 연속방송극의 시작 똘똘이 모험, 원작 "톰 소여의 모험"을 미 고문관이 각색한 최초의 어린이 주간 연속극으로 중학생이었던 구민이 "복남이" 역을, 이혜경이 "똘똘이 선생"역을 배역함
- 1947년: 서울중앙방송극회 발족, 1기 모집
- 1948년: 서울중앙방송극회 2기 모집
- 1954년: 6.25로 흩어진 방송드라마를 재건하기 위해 조남사(1기) 연출계장에 부임, 새로이 제1기 성우(극연구원)을 모집, 6.25전쟁전 성우 1,2기를 특기로 재분류함 / KBS 제1기 성우 모집
- 1954년: CBS 기독교방송 개국, 제1기 성우 모집
- 1956년: 최초의 주간 연속극 시작, 조남사 작 이경재 연출 "청실 홍실", 오늘날 라디오 연속극의 효시
- 1960년: 사극방송의 시작, 김희창 작 이상만 연출 "당쟁비화"
- 1961년: KMBC 문화방송 개국, 제1기 성우 모집 / 성우출연료등급제 실시, 신인 4차 성우가 33명으로 늘어나면서 3기이상의 A급과 4기 이후의 B급으로 출연료 등급을 구분하였으며 등급제의 시초가 됨
- 1963년: DBC 동아방송 개국, 제1기 성우 모집 / 방송문화단체 사단법인 <한국성우협회> 창립, 초대이사장 장민호, 고문 복혜숙
- 1964년: TBC 동양방송 개국, 제1기 성우 모집 / 사단법인 <한국성우협회> 공보처에 정식 등록 인가 받음
- 1980년: 언론통폐합 - 전두환 군사독재정권의 언론탄압정책으로, CBS 기독교방송, DBS 동아방송, TBC 동양방송, 서해방송, 전일방송이 KBS에 통폐합되어 KBS 성우극회로 통합
- 1994년: 사단법인 <한국성우협회> 공보처 정식 재등록 인가 받음

## 성우의 조건
2007년 현재 대한민국에서는 총 6개의 방송사에서 공채성우를 모집하고 있다. 모집간격은 방송사별로 3년에 한번씩 모집하며, 한국방송은 라디오드라마, 투니버스와 대원방송은 애니메이션 위주로 3년간 수습기간을 거치게 된다. 또한 문화방송은 외화 및 애니메이션을 통해 수습기간을 거쳤으며, 대교방송의 경우는 현재 자체 제작 프로그램이 없는 관계로 3년의 수습기간 중에도 타 방송사/광고출연이 가능하다. 3년의 수습기간을 거치면 프리랜서로 전환되어 한국성우협회의 정회원으로 등록된다. KBS과 MBC에서는 자체적으로 아카데미를 운영하고 있어, 성우지망생은 이곳에서 훈련하기도 한다.
남성 성우는 군필 및 예비역 조건을 기준으로 만 19세 이후부터 지원이 가능하며 여성 성우는 만 19세 이후부터 지원이 가능하다. 일본과 달리 만 19세 이전의 미성년자 및 아역 성우의 모집은 법령으로 금지되어 있다.
또한 만 19세 이상이라도 시각장애(맹인)이거나 저시력증, 색맹증, 언어장애나 문맹자 등이 있는 경우는 제한이 될 수 있다.
외국인의 경우는 한국어 녹음을 위주로 하기 때문에 한국어가 어느 정도 능통한 경우에는 가능할 수 있으나 실제 한국 성우계에서 외국인이나 외국 출신 성우가 한국어로 연기하면서 활동하였던 전례는 현재까지 없다. 영화나 드라마에서는 외국인 관련 내용이 나올 때 특별히 외국인이 출연하기도 하지만 한국 성우계에서는 원래 외국인을 성우로 출연시켰던 전례가 없다.
2019년 3월에 1998년에 데뷔하였던 1세대 아이돌 그룹 원타임 출신의 송백경이 KBS 성우극회 44기 공채에서 합격하여 성우로 재데뷔를 하였다. 그런데 과거 구설수에 올랐던 발언으로 인해서 성우 지망생들과 팬들 사이에서 논란이 일어나기도 하였다. 대한민국 성우계에서 1세대 아이돌 가수 출신이 성우로 전향한 것은 극히 드문 사례이기도 하다.

### 표준어 사용의 의무
대한민국 방송법 법령에 의거하여 대한민국의 성우는 출신지에 상관없이 표준어를 의무적으로 사용하도록 권고하고 있기 때문에 기본언어인 표준어 사용은 의무권한이다. 이 같은 이유는 대한민국 국민정서를 고려한 법령으로서 모든 시청자들이 지역에 상관없이 방송 프로그램을 시청하기 때문에 표준어 사용의 의무는 방송가에서도 의무적으로 시행하는 사항이기 때문이다, 성우 뿐 아니라 연기배우, 영화배우, 뉴스 아나운서 및 기자, 프로그램 진행자 등도 반드시 출신지에 상관없이 표준어를 기본언어로 의무설정하여 사용하도록 권고하고 있다.
다만 작품 중에서 해당 캐릭터가 방언(사투리)을 부득이 사용하는 것으로 설정되어 나오는 경우는 그 지방의 방언 사용도 가능하다. 이것은 대한민국에서 방송되는 영화, 드라마, 애니메이션 등에 모두 적용되는 사항이다.

## 성우극회
대한민국 성우들이 속한 성우 관련 단체 및 집단으로 한국방송, 문화방송, 교육방송, 대교방송, 대원방송, 투니버스 등에서 자사 성우극회를 설립하였다. 공채성우 시험에서 합격하였을 경우 해당 방송사 전속 성우에 소속되어 성우극회 정회원에 포함되며 전속으로 있는 동안에는 자사 성우극회의 방송사 본사 프로그램에 전속으로 고정되어 출연한다. 전속기간이 만료되면 프리랜서로 독립되어서 타사 방송사 프로그램에도 출연이 가능하다.
현재 대한민국 성우극회는 한국방송, 문화방송, 교육방송, 투니버스, 대원방송 등에서 산하로 두고있다. 지상파인 SBS는 별도의 성우극회가 없으며 1990년 개국 이후 현재까지 자사 성우를 모집하지 않는다. 문화방송은 성우극회가 현재까지 존속하고 있으나 이긍희 사장시절이었던 2004년을 끝으로 현재는 공채 성우모집을 하지 않고있다.
해당 성우극회에 소속된 성우들은 해당 방송사 성우극회 기수가 붙여지게 된다.
대부분이 대한민국 국적을 가진 성우들이며 영화나 드라마, 연예계와는 다르게 외국인이나 외국 출신 성우는 현재까지 없다.
10대 초중고생부터 성우가 될 수 있는 일본과는 달리 대한민국 성우극회에서는 만 19세 이하의 미성년자나 아역 출신 성우는 현재까지 없다.